# Episodi di Rapunzel - La serie (seconda stagione)
La seconda stagione della serie animata Rapunzel - La serie è stata trasmessa sul canale statunitense Disney Channel dal 24 giugno 2018 al 14 aprile 2019. In questa stagione, la serie cambia nome in Le avventure di Rapunzel (Rapunzel's Tangled Adventure).
In Italia è andata in onda dal 2 febbraio 2019 su Disney Channel (Italia) e dal 30 settembre 2019 su Rai Gulp.
Nell'edizione italiana, vi è un'incongruenza: non seguendo la programmazione americana, l'episodio speciale di Rapunzel e il grande albero viene trasmesso dopo l'episodio 18, Rapunzel e la bacchetta dell'oblio, poiché in quest'ultimo Cassandra e Rapunzel hanno una discussione su quello che è accaduto in quell'episodio.
| nº USA | nº Ita | Titolo originale                           | Titolo italiano                             | Prima TV USA   | Prima TV Italia  |
| ------ | ------ | ------------------------------------------ | ------------------------------------------- | -------------- | ---------------- |
| 1      | 24     | Beyond the Corona Walls                    | Oltre le mura di Corona (prima parte)       | 24 giugno 2018 | 2 febbraio 2019  |
| 1      | 25     | Beyond the Corona Walls                    | Oltre le mura di Corona (seconda parte)     | 24 giugno 2018 | 2 febbraio 2019  |
| 2      | 26     | The Return of Quaid                        | Il ritorno di Quaid                         | 1 luglio 2018  | 3 febbraio 2019  |
| 3      | 27     | Goodbye and Goodwill                       | Sfida all'ultima amicizia                   | 8 luglio 2018  | 9 febbraio 2019  |
| 4      | 28     | Forest of No Return                        | La foresta senza ritorno                    | 15 luglio 2018 | 10 febbraio 2019 |
| 5      | 29     | Freebird                                   | Liberi come uccellini                       | 22 luglio 2018 | 16 febbraio 2019 |
| 6      | 30     | Vigor the Visionary                        | Vigor il visionario                         | 29 luglio 2018 | 17 febbraio 2019 |
| 7      | 31     | Keeper of the Spire                        | Il custode della guglia                     | 5 agosto 2018  | 23 febbraio 2019 |
| 8      | 32     | King Pascal                                | Re Pascal                                   | 12 agosto 2018 | 24 febbraio 2019 |
| 9      | 33     | There's Something About Hook Foot          | Piede a uncino ha qualcosa di strano        | 19 agosto 2018 | 2 marzo 2019     |
| 10     | 34     | Happiness Is...                            | La felicità è...                            | 26 agosto 2018 | 3 marzo 2019     |
| 11     | 35     | Max and Eugene in "Peril on the High Seas" | Max e Eugene in "Pericolo in alto mare"     | 3 marzo 2019   | 20 luglio 2019   |
| 12     | 36     | Curses!                                    | Maledizioni!                                | 10 marzo 2019  | 21 luglio 2019   |
| 13     | 37     | The Eye of Pincosta                        | L'occhio di Pincosta                        | 10 marzo 2019  | 27 luglio 2019   |
| 14     | 38     | Rapunzel and the Great Tree                | Rapunzel e il grande albero (prima parte)   | 17 marzo 2019  | 24 agosto 2019   |
| 14     | 39     | Rapunzel and the Great Tree                | Rapunzel e il grande albero (seconda parte) | 17 marzo 2019  | 25 agosto 2019   |
| 15     | 40     | The Brothers Hook                          | I fratelli uncino                           | 24 marzo 2019  | 28 luglio 2019   |
| 16     | 41     | Rapunzel: Day One                          | Rapunzel e la bacchetta dell'oblio          | 24 marzo 2019  | 3 agosto 2019    |
| 17     | 42     | Mirror, Mirror                             | Lo specchio                                 | 31 marzo 2019  | 4 agosto 2019    |
| 18     | 43     | You're Kidding Me!                         | Piccole pesti                               | 31 marzo 2019  | 10 agosto 2019   |
| 19     | 44     | Rapunzeltopia                              | Rapunzeltopia                               | 7 aprile 2019  | 11 agosto 2019   |
| 20     | 45     | Lost and Found                             | Perduto e ritrovato                         | 7 aprile 2019  | 17 agosto 2019   |
| 21     | 46     | Destinies Collide                          | Scontro di destini (prima parte)            | 14 aprile 2019 | 31 agosto 2019   |
| 21     | 47     | Destinies Collide                          | Scontro di destini (seconda parte)          | 14 aprile 2019 | 1 settembre 2019 |